# Smrt in pogreb Leonida Brežnjeva
10. novembra 1982 je Leonid Brežnjev, četrti voditelj Sovjetske zveze, zaradi srčne kapi, ki je bila posledica številnih bolezni, za katerimi je trpel več let prej, umrl. Njegovo smrt sta 11. novembra istočasno uradno priznala tako sovjetski radio in kot tudi televizija. Brežnjevu so po treh celih dneh nacionalnega žalovanja pripravili državni pogreb, nato pa so ga pokopali v individualni grobnici na Rdečem trgu v nekropoli ob zidu Kremlja. Jurij Andropov, Brežnjevov morebitni naslednik na mestu generalnega sekretarja, je bil predsednik odbora, zadolženega za vodenje Brežnjevovega pogreba, ki je potekal 15. novembra 1982, pet dni po njegovi smrti.
Pogreba se je udeležilo 32 predsednikov držav, 15 predsednikov vlad, 14 zunanjih ministrov in štirje knezi; Predsednik ZDA Ronald Reagan je poslal svojega podpredsednika Georgea H. W. Busha. Pohvalne besede so izrekli tudi Jurij Andropov, Dmitrij Ustinov, Anatolij Aleksandrov, Viktor Puškarev in Aleksej Gordienko.  

## Bolezen in smrt
Brežnjev je od leta 1974 trpel za različnimi boleznimi srca in ožilja. Do leta 1982 so najbolj škodljive in kritične postale arterioskleroza aorte ter srčna ishemija in aritmija, ki so se vse poslabšale zaradi njegovega močnega kajenja, debelosti in odvisnosti od pomirjeval in uspavalnih zdravil.
Čeprav se je marca 1982 Brežnjevo zdravje navidezno izboljšalo, ga je maja 1982 zadela možganska kap. Kljub temu se je odločil, da bo na svojem položaju ostal do svojega konca. 7. novembra 1982 se je nato udeležil 65. obletnice boljševiške revolucije z vsakoletno vojaško parado po Rdečem trgu. Brežnjev je z zatemnjenimi očali za zaščito pred sončno svetlobo in z malo animacije stal na balkonu Leninovega mavzoleja skupaj z drugimi člani Politbiroja dve uri pri temperaturah pod lediščem, medtem ko so se mimo premikali vojaški polki vojakov in oklepnih vozil.
8. novembra 1982 je Brežnjev preživel dan na lovu v Zavidovem, 9. november pa v svoji pisarni v Kremlju. Zjutraj 10. novembra 1982 so ga stražarji našli negibljivo ležečega v postelji. Brežnjeva so kratek čas poskušali oživljati, dokler zdravnik ni ugotovil, da je 75-letni Leonid Brežnjev že nekaj ur prej doživel srčni infarkt, zaradi česar je umrl.

## Pogreb
Tamanska in Kantemirska gardna divizija moskovske milice sta 12. novembra zaprla središče Moskve. Velike avenije sta skrbno varovala policija in moskovski vojaški garnizon, medtem, ko so pred Domom sindikatov stali vojaki z rdečimi trakovi s črnimi robovi, sama stavba pa je bila okrašena s številnimi rdečimi zastavami in drugimi komunističnimi simboli.
Brežnjevo truplo je ležalo v stebrni dvorani hiše sindikatov cele tri dni, obdobje žalovanja, med katerim so se sovjetski državljani, vladni uradniki in različni tuji dostojanstveniki prišli pokloniti in položiti vence podnožje Brežnjeve krste. Andropov in drugi člani Politbiroja so se prav tako poklonili Brežnjevovi družini, vključno z njegovo ženo Viktorijo Brežnjevo in hčerko Galino Brežnjevo, ki sta sedeli v sprejemnem prostoru ob Brežnjevo krsto.
Na dan samega pogreba, 15. novembra, so Brežnjevo krsto postavili na topniško kočijo in jo odvlekli z olivno zelenim oklepnikom BRDM-2 Rdeče armade v procesiji do Leninovega mavzoleja na Rdečem trgu. Ta pogrebna procesija je vključevala Brežnjevo družino, na desetine vencev ter Brežnjeva vojaška in civilna odlikovanja, ki so jih nosili sovjetski polkovniki in drugi vojaški častniki. 
Med pogrebi sovjetskih voditeljev nosijo pokojnikova odlikovanja na žametnih blazinah v procesiji za krsto. Ta naloga je tradicionalno dodeljena spremstvu višjih častnikov, od katerih vsak nosi blazino z enim okrasjem. Ker pa je imel Brežnjev več kot dvesto okraskov, jih je bilo treba na vsako blazino postaviti več. Brežnjevo pogrebno spremstvo je končno sestavljalo štiriinštirideset oseb.
Po izrečenih hvalnicah je vojaški orkester zaigral tretji stavek Chopinove Sonate št. 2, ko so nosilci klopov pod vodstvom Andropova in predsednika ministrskega sveta Nikolaja Tihonova odnesli krsto do groba, ki se nahaja tik levo od Jakova Sverdlova, Leninov pomočnik, na desni pa Feliks Edmundovič Dzeržinski, ustanovitelj sovjetske tajne policije. Nato se je poslovila družina Brežnjeva, njegova žena Viktorija in hčerka Galina sta v skladu z ruskimi pravoslavnimi tradicijami poljubili Brežnjeva na obraz. Ko so Brežnjevo truplo spustili v grob, so vlačilci na reki Moskvi zatrobili. Zaključek pogreba je vključeval vojaško parado z mornarji v črnih uniformah, pehotnimi enotami v rjavih, obmejnimi enotami v temno zelenih in letalci v modrih uniformah, ki so korakali po Rdečem trgu po deset v vrsti. 
Brežnjevo truplo naj bi utrpelo dva padca, preden so ga pokopali. Prvi se je zgodil 12. novembra, ko je Brežnjevovo truplo padlo skozi dno krste, ko so ga dvigovali na oder na ležečem stanju v Hiši sindikatov. Po tem dogodku je bila narejena nova, kovinsko prevlečena krsta, in ko so jo 15. novembra spuščali v grob, pogrebci niso zdržali njene teže in krsta je z glasnim treskom padla v grob. Drugi padec Brežnjevega trupla izpričuje eden od grobarjev, Georgij Kovalenko, ki je leta 1990 v prilogi Sobesednik za Komsomolskaja pravda poročal o dogodku, kjer je izjavil, da je Brežnjevo krsto spustil hitro in nežno, kot pri hitrem dvigalu. Kovalenko je izjavil, da je bil zvok, podoben 'tresku', ki so ga gledalci slišali na televiziji med neposrednim prenosom pogreba, pravzaprav "zvok kremeljske ure in topovski pozdrav."